# Mario Sturzo
Mario Sturzo (Caltagirone, 2 novembre 1861 – Piazza Armerina, 12 novembre 1941) è stato un vescovo cattolico italiano.

## Biografia

### Famiglia e formazione
Mario Sturzo era il secondogenito dei sei figli di Felice Sturzo Taranto, dei baroni d'Altobrando, e di Caterina Boscarelli, tra i suoi fratelli, di dieci anni più giovane, era Luigi Sturzo. Fu battezzato nella parrocchia di san Giorgio ebbe una solida formazione religiosa dalla famiglia, appartenente all'alta borghesia calatina.
Entrò giovanissimo nel seminario di Noto, dove conobbe il vescovo Blandini, noto per il suo impegno sociale. Nel 1881 si iscrisse alla facoltà di giurisprudenza di Catania e proseguì quindi gli studi giuridici a Roma.  Negli anni giovanili fu il presidente e il principale animatore del Circolo della gioventù cattolica "San Tommaso d'Aquino", intorno al quale si raccoglievano i laici cattolici della città.

### Sacerdozio
Nel 1887, a 26 anni, ritornò in seminario e il 21 settembre 1889 venne ordinato sacerdote da Saverio Gerbino, precedentemente vescovo di Piazza Armerina.
Fu rettore del seminario di Caltagirone nel 1890-1891 e tra i suoi alunni ebbe anche il fratello Luigi, che contribuì ad instradare al sacerdozio. Fu in seguito nominato canonico della cattedrale di Caltagirone e successivamente vicario generale. Nel 1894 coordinò i lavori del primo sinodo diocesano.
Nella sua attività sacerdotale collaborò con il fratello Luigi a incrementare il movimento cattolico calatino. Nel 1895 fu fondato il primo comitato interparrocchiale dell'Opera dei Congressi nella parrocchia di San Giorgio, con la sezione giovani "San Filippo Neri" , la sezione operai "San Giuseppe" e la sezione agricola "Sant'Isidoro".
Nel 1897 collaborò alla redazione della rivista del movimento cattolico calatino La Croce di Costantino, nella quale pubblicò in appendice tre romanzi di carattere moralistico-popolare con lo pseudonimo di Eneléo. Scrisse inoltre 27 bozzetti, che evidenziano la sua inclinazione iniziale per un cristianesimo incarnato nella storia.

### Attività come vescovo
Nel 1903 papa Leone XIII lo nominò vescovo di Piazza Armerina: venne ordinato nella cattedrale di Catania dal cardinale Giuseppe Francica-Nava de Bondifè il 19 luglio, prese possesso della diocesi l'11 ottobre e fece l'ingresso solenne il 15 novembre del 1904.
Nella sua prima lettera pastorale, del novembre 1903, sosteneva, sulla scia anche del pensiero di suo fratello Luigi, che per ottenere la salvezza delle anime non si può prescindere dal perseguire "gli interessi del corpo",  attraverso l'impegno al rinnovamento della società alla luce del magistero sociale della Chiesa.
Attuò una riorganizzazione generale del clero della diocesi ed eresse numerose parrocchie in quasi tutti i dodici comuni della diocesi. Rifondò il bollettino mensile diocesano cambiandone il titolo, da Spigolature a L'angelo della famiglia. La sua attività di vescovo si esplicava nelle visite pastorali periodiche, nella celebrazione dei convegni dell'Azione Cattolica, nelle predicazioni di quaresimali e ritiri e in conferenze per insegnanti e professionisti.
Riformò moralmente e materialmente il seminario  diocesano, chiuso temporaneamente dal 1904 al 1907, e dal 1920 iniziò la sua attività di insegnamento nella scuola interna del seminario. Fondò nella diocesi la Congregazione sacerdotale degli Oblati di Maria, sull'esempio di quella voluta da Carlo Borromeo, per la quale stese le costituzioni e della quale organizzò la vita comune.
Nei paesi della sua diocesi favorì il sorgere di casse rurali e altre opere sociali cattoliche. Alcuni notabili locali lo accusarono alla Santa Sede di modernismo e di socialismo e venne inviato nella diocesi come visitatore apostolico Carlo Giuseppe Cecchini, che scrisse a papa Pio X il 19 agosto 1907 una lettera accompagnata da una relazione positiva sulle sue riforme.
Istituì a Piazza Armerina una scuola cattolica intitolata a Prospero Intorcetta.
Scrisse numerose lettere pastorali, nelle quali un tema trasversale ricorrente fu quello della famiglia e dell'educazione morale. Scrisse anche sul tema del lavorio psicologico della conversione e delineò una teologia del laicato.
Per un decennio fu anche segretario della Conferenza episcopale sicula e stese alcune lettere pastorali collettive.
Nel 1937 indisse ad Enna il primo Congresso della parrocchialità.

#### Rapporti con il fratello Luigi Sturzo
Durante l'esilio del fratello, scambiò con lui molte lettere, che trattavano di filosofia, di teologia, di letteratura, di mistica, ma non di politica, in quanto entrambi erano sorvegliati dal regime fascista.

### Morte
Dopo aver ricevuto il giorno precedente gli ultimi sacramenti, morì il 12 novembre del 1941. I funerali furono celebrati il successivo giorno 14.
Le sue spoglie furono inizialmente sepolte nel cimitero di Piazza Armerina. Il suo successore, Antonino Catarella le fece trasferire con rito solenne nella cattedrale di Piazza Armerina il 25 aprile del 1960.

## Studi filosofici
Si interessò di studi filosofici, tentando di rinnovare la filosofia scolastica, con lo scopo di mettere la cultura contemporanea al servizio di Dio e della Chiesa come strumento d'apostolato.
Dal 1915 collaborò con la Rivista di filosofia neo-scolastica e si confrontò criticamente con alcuni tra i principali esponenti della filosofia occidentale, fra cui Maurice Blondel, Étienne Gilson e Benedetto Croce, opponendosi al positivismo e all'idealismo.
Nel 1927, dopo aver preso contatti a Parigi con studiosi dell'Istituto cattolico, e a Milano con padre Agostino Gemelli, fondò a Piazza Armerina una rivista filosofico-letteraria (Rivista di autoformazione), che riprendeva fedelmente nel formato e nella grafica la rivista Critica di Benedetto Croce.
Insegnò egli stesso letteratura e filosofia pubblicando delle dispense che successivamente furono raccolte in volumi.
La sua attività di ricerca filosofica fu disapprovata delle gerarchie ecclesiastiche: nel 1931 venne richiamato dal Sant'Uffizio e Civiltà Cattolica lo accusò di essere più vicino al neoidealismo crociano e gentiliano che non alla filosofia scolastica e tomista, criticando la sua dottrina sulla conoscenza, come anche i suoi concetti di filosofia e storia. In seguito al richiamo, Mario Sturzo ritrattò solennemente nella cattedrale e chiuse la Rivista di autoformazione.
Aveva già scritto in poesia le Visite e le Letture, ispirate alle Visite Alfonso Maria Liguori e agli Inni sacri di Alessandro Manzoni. In seguito pubblicò 143 sonetti nel volume Il mio canto.
Negli ultimi anni scrisse La vita in Dio, nel quale la sua ricerca filosofica trovava una sintesi dal punto di vista mistico-spirituale: l'impegno filosofico veniva qui risolto nell'esperienza religiosa.

### Pensiero filosofico
Mario Sturzo prese le mosse nella sua ricerca filosofica dalla relazione pensiero-azione: l'azione sicuramente sarà degna di ammirazione solo se avrà un fondamento filosofico e un obiettivo antropologico. Per Sturzo non ci può essere vera ricerca filosofica se non nella storia e a servizio della stessa, anzi, la filosofia diventa quasi la metodologia della storia nel senso che dà un metodo nel vivere e nel leggere la medesima.
Secondo Salvatore Latora: "Sturzo in dialogo-opposizione con la filosofia moderne va elaborando un suo sistema filosofico il neo-sintetismo, che ispirandosi in modo critico a I. Kant e ad A. Rosmini, vuole riproporre una nuova forma di realismo classico e cristiano, sostenendo la tesi della priorità della sintesi sull'analisi, che ha al suo centro l'uomo".
Il confronto con il soggettivismo gnoseologico e lo storicismo dei neo idealisti italiani lo spinse a privilegiare il ruolo del soggetto nel processo conoscitivo, in una sintesi fra immanenza e trascendenza, fra naturale e soprannaturale.
La sua pedagogia religiosa lo portò a privilegiare la famiglia, nella quale la paternità e la maternità erano concepite come un apostolato.
Nell'ambito del suo interesse per la santità dedicò diverse opere alla conversione esplicitandone anche le tappe e le resistenze a causa del peccato che produce tristezza e disperazione.
Precorse la dottrina del Concilio Vaticano II sulla vocazione alla santità di tutti i fedeli: la santità non è considerata qualcosa che si oppone alla natura dell'uomo e alla sua ragione, ma il supremo compimento e la massima attuazione delle ragioni per cui la vita è degna di essere vissuta.

## Genealogia episcopale
La genealogia episcopale è:
- Cardinale Scipione Rebiba
- Cardinale Giulio Antonio Santori
- Cardinale Girolamo Bernerio, O.P.
- Arcivescovo Galeazzo Sanvitale
- Cardinale Ludovico Ludovisi
- Cardinale Luigi Caetani
- Cardinale Ulderico Carpegna
- Cardinale Paluzzo Paluzzi Altieri degli Albertoni
- Papa Benedetto XIII
- Papa Benedetto XIV
- Papa Clemente XIII
- Cardinale Marcantonio Colonna
- Cardinale Giacinto Sigismondo Gerdil, B.
- Cardinale Giulio Maria della Somaglia
- Cardinale Luigi Lambruschini, B.
- Cardinale Girolamo d'Andrea
- Vescovo Giovanni Battista Guttadauro di Reburdone
- Cardinale Giuseppe Francica-Nava de Bondifè
- Vescovo Mario Sturzo

### Scritti di Mario Sturzo
- Il figlio dello Zuavo, Giustiniani, Caltagirone 1900 (con lo pseudonimo di Eneléo).
- Adelaide, Giustiniani, Caltagirone 1901.
- Rivali, Giustiniani, Caltagirone 1903.
- Prima lettera pastorale, Giustiniani, Caltagirone 1903.
- Seconda lettera pastorale, Piazza Armerina 1904.
- Il seminario, Società nazionale di cultura editrice, Roma 1905.
- Liberazione, Piazza Armerina 1912.
- Le conversioni, tipografia Vincifori, Piazza Armerina 1913.
- Intorno al culto. Appunti di psicologia, tipografia Vincifori, Piazza Armerina 1914.
- Psicologia dei momenti belli, Roma 1915.
- Le convinzioni intorno ai fini della vita, tipografia Vincifori, Piazza Armerina 1915.
- "L'estetica di Benedetto Croce", in Rivista di filosofia neoscolastica, VII, 1915, p. 8 e seguenti.
- "La psicologia della conversione", in Rivista di filosofia neoscolastica, VII, 1915, p. 23 e seguenti.
- "Intorno alla psicologia dell'arte", in Rivista di filosofia neoscolastica, VII, 1915, pp. 241–251.
- "Crisantemi bellici", in Vita e pensiero, IV,2, 1915, p. 201.
- "Le sens de la mort di Paul Bourget", in Vita e pensiero, IV,2, 1915, p. 301.
- "Il Natale e la guerra", in Vita e pensiero, IV,2, 1915, p. 351.
- La conversione di Leone Tolstoj, ovvero la patologia di una conversione, Editrice Artigianelli, Monza 1916.
- Le voyage du centurion d'Ernest Psicari, Società editoriale Vita e pensiero, Milano 1916.
- "Morale e filosofia", in Rivista di filosofia neoscolastica, VIII, 1916, pp. 21–40.
- "Le ceneri al campo", in Vita e Pensiero III, 1916, p. 213.
- "La sopravvivenza dell'anima e gli studi dei fenomeni medianici", in Rivista internazionale di scienze sociali e discipline ausiliarie, n. 385, 1916.
- La conquista del fine, ricerche psicologiche, Desclée e C. editori, Roma 1917.
- "Lazarine", in Vita e Pensiero,  V, 1917, p. 551.
- "Nemesis di Paolo Bourget", in Vita e Pensiero, VIII, 1918, p. 325.
- "Rinnovamento cristiano in Francia", in La scuola cattolica, 13-14, 1918.
- Verso la luce, psicologia di una conversione, Scuola tipografica editrice Artigianelli, Monza 1918.
- Il generale Cascino. Vita e pensiero, Milano 1919.
- La Provvidenza, in Rivista di filosofia neoscolastica, l, 1919.
- Drammi di anime, Scuola tipografica editrice Artigianelli, Monza 1919.
- Elementi di letteratura. Letture domenicali, Palermo 1920 e Palermo 1922.
- Intorno all'estetica di Benedetto Croce. Note critiche. Letture domenicali, Palermo 1921.
- Visite e letture. Letture Domenicali, Palermo 1923.
- Il primo giubileo secolare della diocesi. Lettera pastorale per la quaresimade 1924, Tipografia pontificia, Palermo 1924.
- L'arte nell'educazione idealistica attuale, Società editrice libraria italiana, Roma 1924.
- "La teoria aristotelica della genesi della conoscenza", in Atti del congresso internazionale di filosofia, Napoli 1924.
- "Il bello secondo S. Tommaso e Benedetto Croce", in Rassegna nazionale, Firenze 1924.
- "L'unità del processo della conoscenza", in Rassegna nazionale, Firenze 1924.
- Il problema della conoscenza. Lezioni di filosofia per i licei, Società editrice libraria italiana, Roma 1925.
- La vita in Dio, Vecchi, Trani 1928.
- La filosofia in azione. Idealismo applicato, Vecchi, Trani 1928.
- Il neo-sintetismo, Vecchi, Trani 1928.
- Il pensiero dell'avvenire, Vecchi, Trani 1930.
- Problemi di filosofia dell'educazione, Vecchi, Trani 1930.
- Il mio canto, Vecchi, Trani 1932.
- La divozione alla Madonna Santissima, Scuola tipografica S. Giuseppe, Asti 1934.
- Il giorno del Signore, Scuola tipografica S. Giuseppe, Asti 1934.
- La via della salute, Tipografia Zuccarello e Izzi, Catania 1934.
- Suggerimenti sul modo di fare orazione, Scuola tipografica S. Giuseppe, Asti 1935.
- La santità nell'itinerario dell'anima a Dio, Scuola tipografica S. Giuseppe, Asti 1935.
- L'educazione nelle sue ragioni supreme Tipografia editrice piemontese, Torino 1938 (lettera pastorale già pubblicata in L'angelo della famiglia da novembre 1936 a giugno 1938)
- "L'apostolato della paternità", in L'angelo della famiglia, luglio 1938, pp. 3–4.
- "La maternità apostolato (24.12.1938)", in L'angelo della famiglia, gennaio 1939, pp. 3–7 e febbraio 1939, pp. 3–7.
- La via del santo amore, Tipografia editrice piemontese, Torino 1939.
- Orazione e adorazione, Tipografia editrice piemontese, Torino 1939.
- Il santo raccoglimento, Tipografia editrice piemontese, Torino 1939
- Per la vita interiore, Casa Editrice Marietti, Torino 1940 (raccolta di lO lettere pastorali).
- Alla scuola di Gesù, Tipografia editrice piemontese, Torino 1941  (raccolta di 7 lettere pastorali).
- Il mistero della conversione. Lettera pastorale per la quaresima del 1941, Tipografia editrice piemontese, Torino 1941.

#### Epistolario
- Gabriele De Rosa (a cura di), Luigi Sturzo, Mario Sturzo, Carteggio (4 volumi), Edizioni di storia e letteratura Istituto Luigi Sturzo, Roma 1985.
- Concetta Argiolas (a cura di), Luigi Sturzo, Mario Sturzo, Carteggio 1924-1940, Appendice 394 lettere di mario Sturzo e otto minute di Luigi Sturzo, Rubbettino, Sonenia mannelli 2006
- L. Crapanzano (a cura di), Non so lasciar la penna. Lettere di Mons. Mario Sturzo a Mons. Vincenzo Fondacaro (1912-1938), Centro Studi Cammarata, Edizioni Lussografica, San Cataldo-Caltanissetta 2014.

### Saggi e articoli su Mario Sturzo
- Federico Gioacchino, Il vescovo Sturzo, Gela 1960.
- Antonio Brancaforte, "Benedetto Croce e Mario Sturzo, vescovo di Piazza Armerina", in Vita e pensiero, 2, 1968, pp. 156–160.
- Felice Battaglia, Croce e i fratelli Mario e Luigi Sturzo, Longo Editore, Ravenna 1973.
- Paolino Stella, Il vescovo Sturzo. Epistolario spirituale e note biografiche, Mongibello, Catania 1977.
- Salvatore Muscia (a cura di), riedizione di La vita in Dio, LER, Napoli-Roma 1982.
- Filippo Bartolone, voce "Sturzo Mario", in Dizionario storico del movimento cattolico in Italia, II, I protagonisti, Marietti, Casale Monferrato 1982, pp. 624–626.
- Luca Crapanzano, “La relazione come ‘incontro’ nella riflessione di Mons. Mario Sturzo”, in Rivista della Chiesa Piazzese 3/4 (2008), 91-93.
- Luca Crapanzano, “La vita spirituale come relazione formativa nel pensiero di Mario Sturzo”, in A. PASSARO (a cura di), Comunione al Vangelo. Proposte educative e percorsi formativi, Lussografica, Caltanissetta 2013, 327-335.
- Luca Crapanzano, “Mario Sturzo” in Bibliotheca Sanctorum. Terza appendice, Città Nuova, Roma 2013, 1121- 1122.
- Luca Crapanzano, “Mario Sturzo, vescovo di servizio e pensiero” in Avvenire dell'11.04.2012, 19.
- Luca Crapanzano, “Piazza Armerina ricorda monsignor Mario Sturzo”, in Famiglia Cristiana 30 (2012), 14.
- Luca Crapanzano, “L'esperienza dell'amore nella poetica di Mario Sturzo”, in Rivista di Vita Spirituale 4/5 (2014) 757-587.
- Luca Crapanzano, Il coraggio del dialogo. Mario Sturzo vescovo di Piazza Armerina 1903-1941, Il pozzo di Giacobbe (collana Oi Christianoi 14, nuovi studi sul cristianesimo nella storia - sezione storia contemporanea), Trapani 2015.

Salvatore Latora:
- Un maestro di pedagogia religiosa: il vescovo Mario Sturzo.
- "Il neosintetismo come possibile rinnovamento della filosofia scolastica", in Synaxis, l, 1983, pp. 117–149.
- "Una lettera inedita di don Luigi al fratello mons. Mario, vescovo di Piazza Armerina", in Synaxis, 2, 1984, pp. 129–159.
- "Un dibattito sul principio del neosintetismo. Corrispondenza tra Agostino Faggiotto e mons. Mario", in Synaxis, 3, 1985, pp. 219–286.
- "Il neosintetismo e la sua dialettica nel pensiero dei fratelli mons. Mario e don Luigi Sturzo", in Synaxis, 4, 1986, pp. 235–268.
- "Il neosintetismo di Mario Sturzo esposto ed interpretato in un articolo del fratello Luigi, pubblicato in inglese", in Synaxis, 5, 1987, pp. 169–203.
- "Primo congresso della parrocchialità organizzato dal vescovo Mario Sturzo nel 1937", in Synaxis, 6, 1988, pp. 97–137.
- "Un dialogo filosofico di Mario Sturzo, La filosofia in azione", in Synaxis, 7, 1989, pp. 563–609.
- "M Sturzo: uno studio sulla conversione di Leone Tolstoj", in Synaxis, 8, 1990, pp.263-287.
- "Una fonte bibliografica indispensabile: la Rivista di autoformazione. Elenco ditutti gli articoli", in Synaxis, 9, 1991.
- Mario e Luigi Sturzo. Per una rinascita culturale del Cattolicesimo,  Greco, Catania, 1991.
- La vocazione universale alla santità in Mario e Luigi Sturzo, con prefazione di Michele Pennisi, Libreria editrice vaticana, Città del Vaticano 2010.
- "Sturzo Mario", in Dizionario enciclopedico dei pensatori e dei teologi di Sicilia. Secc. XIX e XX, vol VI, Salvatore Sciascia editore, Caltanissetta-Roma 2010, p. 3062.
- G. Sebastiano Zavattieri, Filosofia e sapienza cristiana nella riflessione di Mario Sturzo, Lalli, Poggibonsi 1988.
- Pino Giuliana, Mario Sturzo vescovo uomo di Dio, Edizioni Oreb, Riesi 1993.
- AA.VV., Mario Sturzo: tra pastorale e politica, Editrice il Lunario, 1993.
- Massimo Naro, «Non sapere che Dio è Dio, ma sapere che noi non possiamo prescindere da Lui»: Mario Sturzo e il ripensamento moderno dell'oggettività, in «Ricerche Teologiche» 23 (2/2012) pp. 303–324.
- Cataldo Naro (a cura di) Mario Sturzo. Atti del convegno di studio (convegno Piazza Armerina 29-30 ottobre 1993), Salvatore Sciascia Editore, Caltanissetta-Roma 1994.
- Marco Aleo, Mario Sturzo filosofo, Salvatore Sciascia Editore, Caltanissetta-Roma 2003.
- Pasquale Buscemi, Un vescovo in dialogo con la sua Chiesa: Mario Sturzo e le sue lettere pastorali, Giunti-Studio teologico San Paolo, Catania 2008.
- Eugenio Guccione, Mario Sturzo il vescovo filosofo stroncato dal Sant'Uffizio e dal fascismo, in Nuova Antologia, Aprile-Giugno 2012, vol. 608°, fasc. 2262, pp. 212–222.

### Curiosità

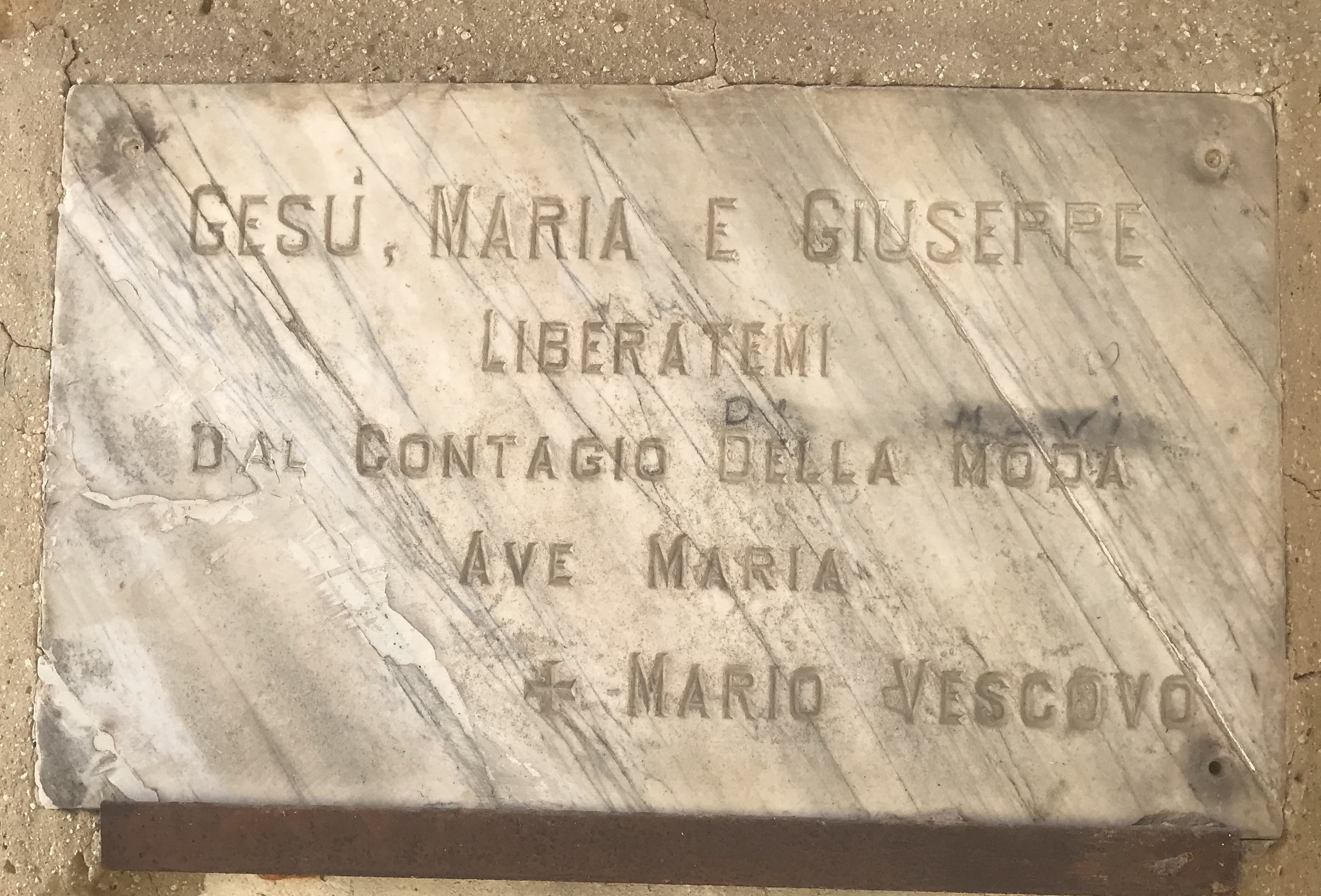
lastra di marmo con iscrizione che potrebbe essere attribuita al Vescovo Mario Sturzo

Potrebbe essere attribuita a Mario Sturzo l'iscrizione su marmo installata su un muro di via Sotto Santa Chiara a Piazza Armerina, nei pressi del vecchio seminario, contenente questa frase: "Gesù, Maria e Giuseppe liberatemi dal contagio della moda. Ave Maria. Mario Vescovo."